# Гаврил Беловеждов
Архимандрит Гаврил Беловеждов е български католически свещеник.

## Биография
Гаврил Николов Беловеждов е роден на 2 юни 1920 г. в Златица, родния град на майка му. Баща му Никола П. Беловеждов е от Копривщица, сродник на революционера Никола Беловеждов.
Завършва френския колеж „Свети Августин“ и семинарията на отците-успенци в Пловдив. През 1940 г. Гаврил Беловеждов започва да учи в Папския колеж „Русикум“ в Рим. След това следва висше философско и богословско образование в Григорианския университет. На 21 април 1946 г. в Рим е ръкоположен за свещеник.
На 15 октомври 1947 г. завръщайки се в България в международния влак на гара Драгоман отец Гаврил Беловеждов е арестуван заедно с отец Купен Михайлов. След близо 40-дневен престой в следствения арест в София, те са интернирани в провинцията. До 1950 г. отец Беловеждов служи в Тополовградско. През 1952 г. е арестуван по така наречените католически процеси и е осъден на 20 години лишаване от свобода. Прекарва почти 12 години по затворите при тежка физическа работа по кариерите на селата Огняново и Самоводене.
След затвора служи в енорията „Успение Богородично“ в София и получава почетната титла архимандрит от архиепископ Методий Стратиев.
След падане на тоталитаризма е бил отговорен редактор на католическия вестник "Абагар” и аташе по културата с дипломатически паспорт в посолството на Ватикана в София.
След 1989 г. изтичат секретни документи от Министерството на вътрешните работи, че отец Беловеждов е бил сътрудник на Държавна сигурност от 1964 г. Като отговор на тези обвинения архимандрит Беловеждов издава книгите „Давам думата на моето досие“ и „Страданието не е етикет, то е достойнство“. В тях авторът документирано (чрез обвинителният акт от показния процес срещу католическите духовници през 1952, показания, присъдата, протоколи от разпити, агентурни донесения, доклади на Дирекцията по вероизповеданията от края на 80-те години, и др.) представя личната си съдба преминала през низостта на половинвековния репресивен режим, трудно преодолими лични драми и обществени разрушения, включително в духовността. Както авторът се изразява „Духовниците в България (през периода когато Католическата църква пострада жестоко) не бяха ангели, а личности от плът и кръв и жестокостите спрямо тях не бяха по силите на човешката природа“.
Умира на 8 юли 2003 г. в София.